# Pseudotsuga sinensis
Pseudotsuga sinensis é uma espécie de conífera da família Pinaceae.
Pode ser encontrada nos seguintes países: China e Taiwan.